# زبان گوتی
گوتی زبانی مرده از گروه زبان‌های ژرمنی شرقی است که گویشوران آن گوت‌ها بوده‌اند. این زبان با کدکس آرجنتوس که یک برگردان کتاب مقدس از سده ششم میلادی است، شناخته می‌شود.

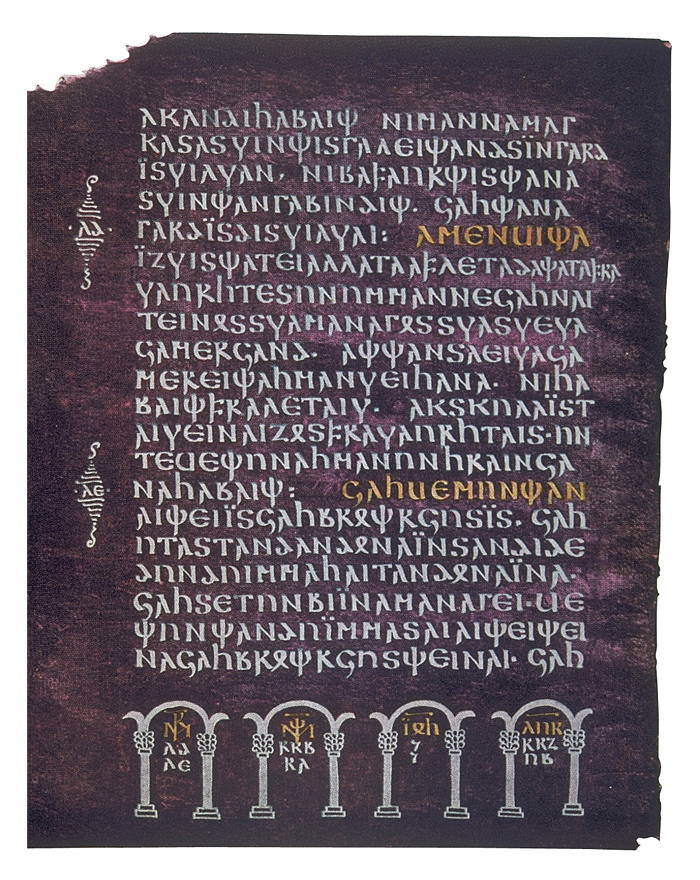
صفحه‌ای از کدکس آرجنتوس

این زبان به عنوان یک زبان ژرمنی به خانواده زبان‌های هندواروپایی تعلق دارد. از میان زبان‌های ژرمنی، کهن‌ ترین متون به جای مانده مربوط به زبان گوتی و مربوط به سده چهارم میلادی می‌باشد. در میانه سده ششم میلادی در اثر عواملی همچون شکست نظامی گوت‌ها از فرانک‌ها، خروج آنها از شبه‌جزیره ایتالیا و منزوی شدن آنها در شبه‌جزیره ایبری باعث رو به زوال گذاردن این زبان شد. با این حال این زبان تا سده هشتم میلادی در شبه‌جزیره ایبری وتا سده نهم میلادی در اطراف دانوب سفلی و همچنین برخی مناطق در شبه جزیره کریمه رواج داشته‌است.

## الفبا
الفبای گوتی الفبایی بود که برای نوشتن زبان گوتی در سده چهارم میلادی توسط اولفیلاس به هدف ترجمه انجیل ایجاد شد. این الفبا براساس الفبای یونانی است که بدان تعدادی حرف جدید برای واج‌های گوتی افزوده شده‌است.